# Dasyhelea abyenensis
Dasyhelea abyenensis är en tvåvingeart som beskrevs av Boorman och Harten 2002. Dasyhelea abyenensis ingår i släktet Dasyhelea och familjen svidknott. Inga underarter finns listade i Catalogue of Life.